# Епископ бачки Платон
Платон Атанацковић (Сомбор, 10. јул 1788 — Нови Сад, 21. април 1867) био је епископ будимски (1839 — 1851) и бачки (1851 — 1867), писац, политички радник и добротвор.

## Биографија
Његово световно име било је Павле. Његов отац Петар био је сомборски трговац и грађанин, а деда Атанацко се доселио из Македоније и на путу у Силбашу напрасно умро, где је у порти православне цркве и сахрањен. Мајка Марија рођена Стајић потиче такође са југа; њен деда се доселио из Кожана, због чега су га звали старац Кожа. Кожа је поклонио звоно Св. Ђурђевској цркви у Сомбору, које се по њему прозвало „Кожно звоно”. Атанацковић је имао још три брата и две сестре.
Основну школу је похађао у родном месту у Сомбору. Један од првих учитеља био му је Василије Милановић, који је доцније постао парох сомборски. Гимназију и богословију завршио је у Карловцима, затим је положио учитељски испит, оженио се, и постао ђакон и учитељ у Сомбору 1809. године. Његова супруга била је Катарина рођена Сотинчев, са којом је имао сина јединца Василија (умро 1854). Ускоро се истакао као добар педагог и постао први професор прве српске препарандије у Сентандреји код Будима (од 1812. до 1815) На том положају остао је пуних седамнаест година и када је препарандија премјештена у Сомбор(1815—1829). Уз то је био и парох Св. Ђурђевске цркве у Сомбору од 1810. године. Објавио је 1823. године књигу преведених приповетки са немачког и француског језика, под насловом „Огледало човечности”.
Када је 1824. године остао удовац, наумио је да се закалуђери. Представници цркве замјерали су му, што је раније писао против монаштва и морао је дуже времена да проведе као испосник у манастиру Крушедолу, гдје се и закалуђерио 1829. године и добио име Платон. После тога убрзо је постао игуман и архимандрит, прво у Шишатовцу, а касније у Бездину.

### Епископско звање
Године 1839. постављен је за будимског епископа. За вријеме српског устанка против Мађара 1848. године дошао је у врло незгодан положај. Раније већ понуђено му мјесто начелника за православну цркву у угарском Министарству Просвјете успио је да одбије на згодан начин, али је бива приморан да се прими управе над цијелом српском црквом под угарском влашћу, када је патријарх Рајачић, као духовни вођа побуњених Срба, проглашен издајником. Та околност, уз премјештај Атанацковића у бачку епархију силом државне власти, била је повод каснијег дуготрајног сукоба с патријархом, иако се Атанацковић међутим придружио српској војсци код Сомбора и с њом прешао у Срем. Тај спор подстакао је Атанацковића да напише своју апологију и штампа је у Бечу 1850, под насловом Аналитика. Аустријски цар га априла 1854. године одликује за заслуге "комардерним крстом Леополд ордена". Атанацковића је поставио за бачког епископа аустријски цар 1848. године а он је примио епархијску управу тек 1851. године.
Велико родољубље Атанацковића огледа се у његовим даровима српским просвјетним установама. Он је дао (кућу вредну) 40.000 форинти у Фонд за оснивање српске правне академије у Новом Саду. Док се иста не отвори, приходи тог фонда су припадали новосадској гимназији. Купио је штампарију Др. Медаковића и поклонио је српској новосадској гимназији, (позната и као Платонова штампарија). Основао је у Сомбору благодејаније (ђачки интернат), назван Платонеум за становање и исхрану - издржавање сиромашних ученика препарандије, помагао је народно позориште и друге установе. А на аљмашком гробљу код Новог Сада подигао је себи црквицу - капелу (у којој се редовно служба одвијала недељом и празником) за гробницу, и поред ње је установио школу за децу из околине (периферије града) са станом за учитеље, и осигурао им издржавање. Године 1841. је своју личну библиотеку од 787 књига поклонио Библиотеци Матице српске,.
Завештао је здања за Српску академију у којима се сада налази Огранак САНУ у Новом Саду.
Умро је после дугог боловања на Цвети 9. априла 1867. године у Новом Саду. Сахрањен је уз велике почасти у капели Св. Апостола Петра и Павла, коју је сам подигао (као задужбину) на Алмашком гробљу у Новом Саду.

## Научни и књижевни рад
Политички рад Атанацковића види се нарочито из његове књиге Дијеталне бесједе (1845), у којој су штампани његови говори, које је у интересу српскога народа држао на маџарским земаљским саборима од 1837. до 1844. године.
Он је знатне заслуге стекао и за Матицу српску, чији је предсједник био од њена преноса у Нови Сад па до своје смрти. Као књижевни радник био је већ од 1845. године почасни члан руског Обшчества исторји и древностеј при универзитету у Москви, чешког музеја у Прагу и Друштва српске словесности у Београду.
Атанацковић је попут више других православних архијереја (Стратимировића) био слободни зидар.
Од књижевних радова Атанацковића, којих има преко 40, најважнији је Принос родољубивих мислеј на жертвеник народнога напретка, који је је двапут издан (1856. и 1864), затим Дијеталне бесједе и Повијест резиденције епископата будимскаго, а од части и овога самог (1846); Педагогика и методика (1815) и др. Уз то је Атанацковић штампао неколико надгробних и других пригодних бесједа и посланица. Године 1857. изашла су чак три његова наслова. Доста је радио на школској књижевности и издао је низ уџбеника, из науке о вјери, о језику српском и њемачком, математици, педагогији и катихетици.
Осим тога, превео и штампао велики број књига Св. Писма старога и новога завјета, као и неке књиге страних писаца. Сматра се да је он био први преводилац појединих књига Старог завета на српски језик. Тако је већ пред крај свога живота, као седамдесетседмогодишњи старац превео њемачко дјело J. F. Hilera Неотступни вођа кроз врлети и кланце живота, а за младости 1823. и мање дело L. Miterpachera Unterricht über Maulbaum – u. Seidenraupenzucht, што му је исте године донијело и звање »свилодјелија професора« у српском сомборском Pedagogijumu.
У борби око правописа био је на страни конзервативаца, те је и на годину дана пред смрт штампао свој Повторни напјев над азбуком, сложен старцем Мирком (1866).